# Бретвет (концентрационный лагерь)
Бретвет (норв. Bredtveit fengsel, forvarings- og sikringsanstalt) — тюрьма, которая во время Второй мировой войны использовалась как нацистский концентрационный лагерь.

## Довоенное время
До войны Бретвет был домашней школой для мальчиков, созданной в 1918 году. В 1923 году школа стала государственной, в дальнейшем её решили превратить в трудовую, но не успели из-за войны.

## Концентрационный лагерь
В 1940 году Норвегия была захвачена и оккупирована Германией. С 1941 года нацистские власти стали использовать её как политическую тюрьму. Это способствовало превращению тюрьмы в концентрационный лагерь.
В числе людей находившихся в лагере во время войны были профессора, арестованные в ходе демонстрации в Университете Осло, проходившей в октябре 1943 года: Johan Christian Schreiner, Odd Hassel, Ragnar Frisch, Johannes Andenæs, Carl Jacob Arnholm, Bjørn Føyn, Eiliv Skard, Harald K. Schjelderup and Anatol Heintz. Кроме того в лагере содержалась группа еврейских заключённых, которые прибыли в Осло после отступления войск СС с Дуная, вскоре 24 февраля 1943 года они были направлены в Освенцим.

## Послевоенное время
После освобождения Норвегии в 1945 году на базе концлагеря была создана женская тюрьма для коллаборационисток. Директором была Aaslaug Aasland.